# Marele Duce al Luxemburgului

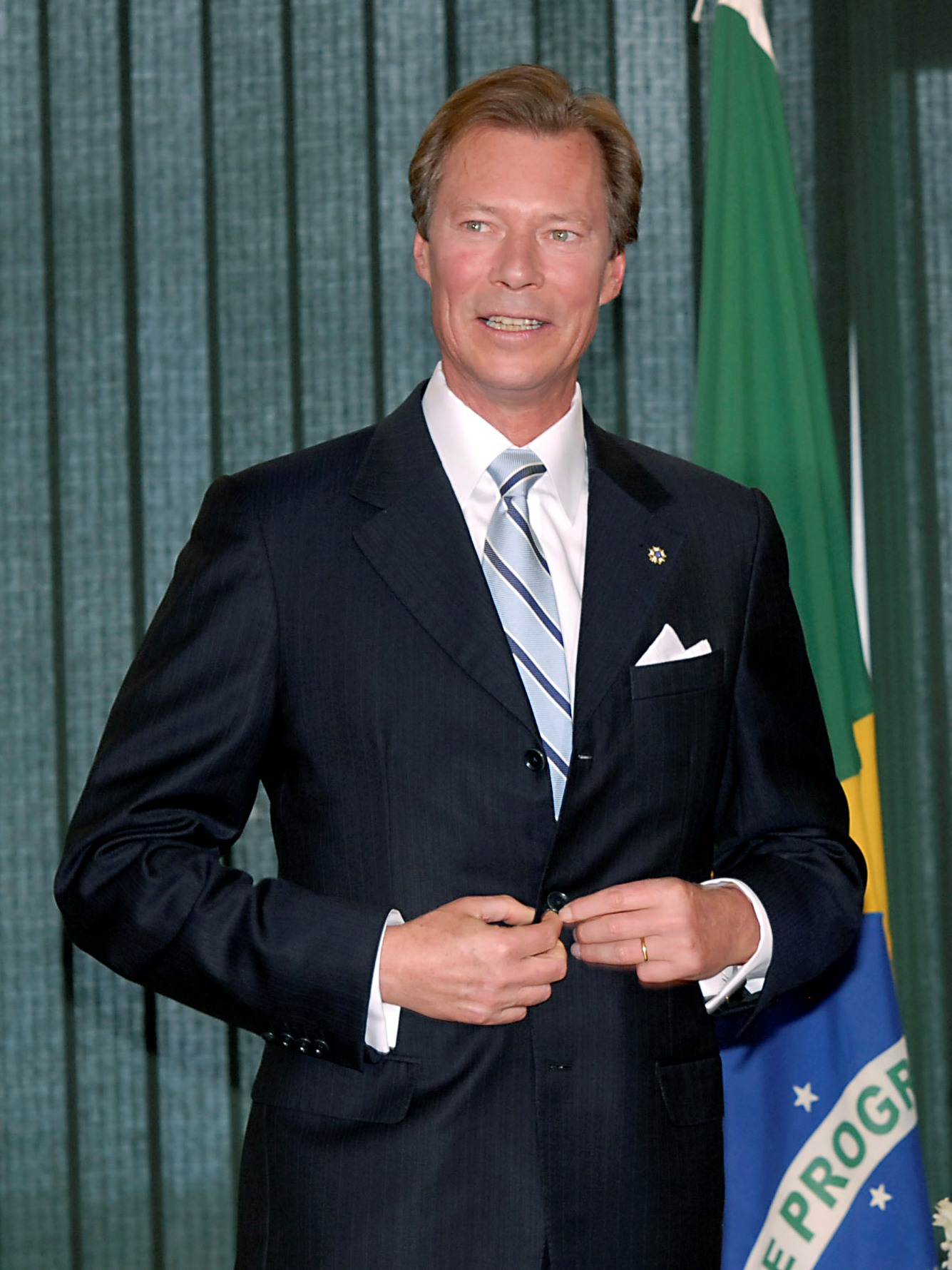
Actualul Mare Duce de Luxemburg

Începând cu 1815, au fost șapte Mari Duci de Luxemburg și două Mari Ducese de Luxemburg:
- William I (1815–1840)
- William II (1840–1849)
- William III (1840–1890)
- Adolphe (1890–1905)
- William IV (1905–1912)
- Marie-Adélaïde (1912–1919)
- Charlotte (1919–1964)
- Jean (1964–2000)
- Henri (2000–prezent)